# Maurice Lafosse
Maurice Lafosse (Bergen, 5 november 1934) was een Belgisch volksvertegenwoordiger, senator en burgemeester.

## Levensloop
Technicus voor radiologie in het Hôpital Saint-Georges (nadien Hôpital Ambroise Paré genoemd), werd hij gewestelijk secretaris van het ACOD. In 1968 werd hij kabinetsmedewerker van de staatssecretaris voor Waalse streekeconomie, Fernand Delmotte. Hij nam ook de leiding van de socialistische afdeling in Cuesmes en werd in november 1971 verkozen tot gemeenteraadslid van Bergen, waar Cuesmes mee gefusioneerd werd. In 1972 werd hij schepen voor sociale zaken, wat hij bleef tot in 1985.
Van 1981 tot 1985 was Lafosse voor de PS lid van de Kamer van volksvertegenwoordigers voor het arrondissement Bergen, een mandaat dat hij vervulde tot in 1985. Hij zetelde hierdoor ook in de Waalse Gewestraad en in de Cultuurraad voor de Franse Gemeenschap. Daarna zetelde hij van 1985 tot 1989 als provinciaal senator voor Henegouwen in de Belgische Senaat, een mandaat waaruit hij ontslag nam toen hij burgemeester van Bergen werd. Van 1991 tot 1995 was hij ook provincieraadslid van Henegouwen.
Bij de gemeenteraadsverkiezingen van oktober 1988 trok hij de lijst in Bergen maar werd in populariteit voorbijgestoken door Elio Di Rupo, die zich kandidaat stelde voor het burgemeesterschap. Na een hevige inwendige strijd won Lafosse het pleit en werd hij in maart 1989 burgemeester. In 1994 verloren de socialisten de absolute meerderheid in Bergen en gingen ze een coalitie aan met de PSC, terwijl Lafosse burgemeester bleef.
De rivaliteit met Di Rupo flakkerde weer op naar aanleiding van de gemeenteverkiezingen van 2000. Lafosse was nu 65 en hij ambieerde de tweede plaats op de lijst en het mandaat van eerste schepen, om als dienstdoende burgemeester te kunnen fungeren, indien Di Rupo tot ministeriële functies werd geroepen. Dit werd echter door het bestuur van de PS niet aanvaard. Hij werd anderzijds eerste opvolger op de lijst voor de gewestverkiezingen van 1999. De verkozen Didier Donfut bleef echter de volle termijn van zijn mandaat uitdoen, zodat van opvolging geen sprake was.
Eind 2000 kwam het gemeentelijk mandaat van Lafosse ten einde, net als zijn mandaten in intercommunales. Hij werd ook opgevolgd als voorzitter van voetbalclub Mons en als voorzitter van de sociale bouwmaatschappij Sorelebo, waarvan hij sinds 1977 de voorzitter was. Hij bleef alleen nog voorzitter van de socialistische afdeling in Cuesmes en van daar uit vocht hij verder zijn meningsverschillen met Di Rupo uit. Hij richtte ook een vennootschap van consultancy over milieuproblemen op.